# Сотубуа
Префектура Сотубуа (фр. Préfecture de Sotouboua) — префектура, розташована в Центральному регіоні Того. Центр префектури — однойменне місто Сотубуа. Префектура складається з 3 комун, що діляться на 12 кантонів.

## Населення
За оцінкою перепису 2022 року, в регіоні проживає 138 864 жителів. 76,6% населення проживають у сільській місцевості.
| Комуна    | Населення (2022) |
| --------- | ---------------- |
| Сотубуа 1 | 46 907           |
| Сотубуа 2 | 64 187           |
| Сотубуа 3 | 27 770           |